# Hentzia palmarum
La araña saltarina (Hentzia palmarum) es un arácnido perteneciente a la familia Salticidae del orden Araneae. Esta especie fue descrita por Hentz en 1832. El nombre del género Hentzia es patronímico de Nicholas Hentz un entomólogo Francés. El nombre específico palmarum viene de la palabra en latín palma que significa “Argentino”.

## Clasificación y descripción
Es una araña perteneciente a la familia Salticidae del orden Araneae. Los quelíceros del macho con el diente retromarginal usualmente en línea con el diente proximal promarginal; bulbo del pedipalpo del macho con bordes distales medios, paralelos o expandidos; primer pata pigmentada, epigínio de la hembra con forma de media campana; quelíceros del macho usualmente alargados; quelíceros del macho y primera pata pigmentada; Mitad dorsal del carapacho con una marca de un tercio de su tamaño (si está presente tiene la forma de una hoja de sauce); hembra a menudo con un patrón en forma de huesos de pescado. El macho mide entre 4.00 y 5.30 mm de longitud; su carapacho mide de 1.60-2.00 mm de longitud y de 1.30-1.70 mm de ancho, de alto mide entre 0.80 y 1.00 mm hasta el ojo lateral posterior; el área ocular tiene entre 0.70-0.90 mm de longitud y entre 0.30-0.45 mm de ancho; carapacho de color rojo a naranja oscuro con sedas que forman una marca en forma de hojas de sauce sobre dos tercios de la parte dorsal posterior y al mismo tiempo forman bandas laterales, margen del carapacho negro con una zona oscura que se ensancha hacia la parte posterior; clípeo cubierto de pelos blancos. Ojos con anillados de color negro con excepción de los anteriores medios ya que a estos les rodea un color marrón oscuro, quelíceros rojo oscuro y un tercio promarginal marrón pálido; abdomen con una banda central negra con bandas color blanco sobre cualquiera de los lados y el vientre de color marrón con tres o cuatro puntos negros en la banda central, abdomen cubierto de pelos iridiscentes; primera pata marrón rojizo, tarso amarillo, metatarso proximal amarillo, fémur dorsal marrón claro, las demás patas amarillas, palpos marrón rojizo; hembra tamaño total entre 4.70 y 6.10 mm; Carapacho de 1.90-2.40 mm de longitud y de 1.40-2.05 mm de ancho, de alto entre 0.70 y 1.00 mm al ojo lateral posterior, área ocular entre 0.80 y 1.00 mm de largo y de 1.20-1.45 mm de ancho anterior, 1.30-1.70 mm de ancho posterior; quelíceros entre 0.50 y 0.80 mm de largo y 0.35-0.55 mm de ancho; carapacho marrón rojizo con el centro más claro terminando antes del margen posterior, ojos con anillos negros con excepción de los medios anteriores que presentan anillos color marrón; carapacho cubierto con sedas; clípeo cubierto con pelos blancos; quelíceros marrón rojizo. Enditos marrón oscuro primer tercio prolateral más claro, labium marrón oscuro con punta pálido; esternón naranja-marrón; abdomen amarillo con negro en la parte central, algunas veces con el patrón de huesos de pez o con tres o cuatro puntos marrones, frente de las patas naranja-marrón con el fémur anteroventral más oscuro y la patela y tibia en la parte distal más oscuros; las demás patas amarillas, palpos amarillos con puntos negros en la parte dorsal sobre el área proximal de la patela, tibia y tarso.

## Distribución
Esta especie se distribuye en Nueva Escocia y Ontario, Canadá. En el sur de Cuba, en las Bahamas al este de las Bermudas. En EE. UU. al oeste de Minnesota, Nebraska, Texas. En México se le halla en Tamaulipas.

## Ambiente
Es de ambiente terrestre. Esta especie de saltícido se asocia principalmente con arbustos y pequeños árboles, se les puede ver en manglares negros, rojos y blancos, sobre los sauces, robles y en diversos matorrales y arbustos del sotobosque.

## Estado de conservación
Hasta el momento en México no se encuentra en ninguna categoría de protección, ni en la Lista Roja de la IUCN (International Union for Conservation of Nature) ni en CITES (Convención sobre el Comercio Internacional de Especies Amenazadas de Fauna y Flora Silvestres).